# 静岡県立清水南高等学校・中等部
静岡県立清水南高等学校・中等部（しずおかけんりつ しみずみなみこうとうがっこう・ちゅうとうぶ）は、静岡県静岡市清水区折戸にある県立高等学校・中学校。

## 概要
1963年に清水東高校の分校として開校し、翌年に独立。全日制で普通科・芸術科設置。校技は男子がラグビー、女子がバレーボール。
開校以来普通科内にあった音楽コース・美術コースを、1986年度より全県を学区とする特別学科「芸術科（音楽専攻・美術専攻）」として設置。
2003年度より、既存施設内に県立中学校（県立清水南高校中等部）を併設。
ラグビーの名門校で、山本茂原作（文藝春秋1989年刊）、木村拓哉主演の1991年のTBSドラマ『松葉杖のラガーマン』は本校の実話。角川書店より2008年10月から刊行されている初野晴による推理小説のシリーズ「ハルチカ」の舞台の高校のモデルとして知られる。

## 部活動
ラグビー部は全国高等学校ラグビーフットボール大会に13回出場しているが、1986年が最後の出場となっている。一方で全国高等学校7人制ラグビーフットボール大会に2017年に出場している。

## 著名な卒業生
普通科
- いとう斗士八（脚本家）
- 見城徹（幻冬舎代表取締役社長）
- 広瀬務 （元ラグビー日本代表）
- 初野晴（小説家）
- 佐野淳哉（自転車競技選手）
- 佐藤ドミンゴ（ラジオパーソナリティ・俳優・タレント）
- 佐野川暢（イラストレーター）
- 青木希久子（元NHKアナウンサー）

芸術科
- 初嶺麿代（宝塚歌劇団宙組）
- yumi（フルート奏者）
- 宮原ひなこ（フルート奏者）
- 大木麻理（オルガ二スト）
- 初鹿野剛（バリトン歌手・二期会会員・愛知県立芸術大学准教授）
- 三井明子（コピーライター）
- ながたまや（歌手）